# Німецько-іранські відносини
Німецько-іранські відносини — це двосторонні стосунки між Німеччиною і Іраном. Офіційні дипломатичні відносини між Іраном і Німеччиною після Другої світової війни розпочалися у 1939 році, коли Іран відкрив свою першу дипломатичну місію в Бонні. Обидві країни мали формальні дипломатичні відносини ще з кінця XIX століття. У Тегерані розташоване посольство Німеччини, яке спочатку було встановлене на дворі Насера аль-Дін Шаха Каджара у жовтні 1884 року і перебувало в поточному будівлі з 1894 року. Іран відкрив своє посольство в Берліні в 1885 році. Німеччина та Іран продовжували мати політичні відносини навіть під час Другої світової війни. У грудні 2022 року Німеччина заявила, що «призупиняє державні стимули для підтримки торгівлі з Іраном через придушення демонстрантів».

## Історія

### Каджарська ера
Неофіційні відносини між Німецьким Рейхом та Іраном сягають початку 19 століття. Присвята Гете свого West-östlicher Divan (Західно-східного дивану) Хафезу в 1819 році є ілюстрацією того, наскільки далеко сягають такі культурні зв'язки.
Впродовж ери Qajar, з непопулярністю світових держав, що збільшується, в Персії як наприклад Росія і Об'єднав Королівство, особливо після Договорів Turkmenchay і Gulistan і повстання Грандіозного Ayatollah Mirza Hassan Shirazi в русі Тютюну, багато Іранських інтелектуалів почало пошук, «третина змушує», який змогло залежати від те, як потенційний союзник: Німеччина, який значною мірою залишився поза великий гра.
Коли іранський перший сучасний університет був уперше встановлений, Емір Kabir віддає перевагу найманню Австрійських і Німецьких професорів для Darolfonoon. Навіть Шах Nasereddin підтримував ідею наймання їх служити здатністю Darolfonoon, незважаючи на політичні тиски у напрямку до чогось протилежного. У цій увазі, навіть написано, що Емір Kabir завжди показуваний інтерес до обговорення структурної системи германського уряду і суспільства як моделі для модернізації його країни.

Впродовж Constitutionalist руху Guilan, Німецькі солдати були активно залучені в навчання популярної армії Хана Mirza Kuchak. Польовий командир Mirza був Німецьким офіцером Майором імені Von Pashen, хто мав приєднався до руху Jangal, будучи звільненим від Британської в'язниці в Rasht: він був найближчим союзником Mirza. Інший знаменитий Німецький агент в Ірані (особливо впродовж Світова Війна I) був Wilhelm Wassmuss, дав прізвисько «Німецька мова Лоренс».
Серед торгових угод, один може згадати червень, 6-й, 1873 договори підписалися у Берліні між принцом Бісмарком і Мірзою Хусейн-ханом.

### Перша ера Пехлеві та нацистська Німеччина
У 1936 голові Reichbank і фінансове таємне керівництво Нацистської Німеччини подорожувало в Тегеран і багато важливих комерційних договорів було підписано між двома країнами. У 1939, Нацистська Німеччина послала понад 7500 книг з расовими тонами, що відстоюють для більшої співпраці між Арійськими персами і німцями. У 1936, іранці були класифіковані як «чисті кров'яні Арійці» і отже були виключені з Нюрнберзьких Законів. Іранські залізниці сконструювали Німецькі інженери. Залізничним компаніям особливо наказується уникати найму будь-якої особи Єврейського десанта у будь-якому з його підрозділів. Гітлер особисто обіцяв, що, якщо він завдав поразки Радянському Союзу, він повернув би усю Перську землю, узяту росіянами впродовж дев'ятнадцятих і двадцятих століть. Багато gentile анти-семітів готувалося для Johoudkoshan (Різанина Євреїв) і попереджало Євреїв у вулицях, щоб залишити Іран, поки вони змогли. Нацистська Німеччина мала нічні передачі у перса і називала багато лідируючим іранцем.
Для того, щоб захистити зростаючий расовий антисемітизм серед Іранського населення, багато Євреїв приєдналося до партії Tudeh і відстояло для комунізму. Хоча Євреї охопили менш ніж 2 відсотки Іранського населення, майже п'ятдесят відсоток членів партії Tudeh були Єврейськими. Партія Tudeh була тільки Іранською політичною партією до Євреїв акцепту. Найбільше авторів для публікацій партії було Єврейським. До того ж, багато Іранських Євреїв розглядало комунізм як Єврейський рух відколи багато лідируючих членів комуністичної революції в Росії було Єврейським і було вважав сприятливо Перськими Євреями.

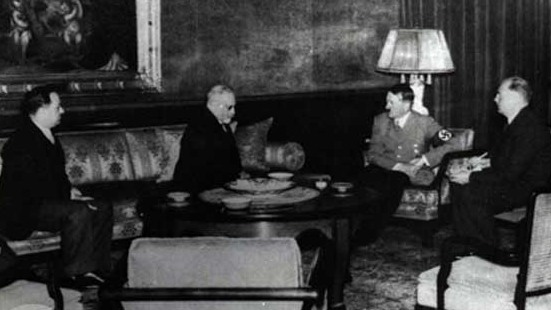
Хасан Есфандіарі та Мусса Нурі Есфандіарі, посол Ірану в Німецькому Рейху, зустрічаються з Адольфом Гітлером

Артобстріл іранського парламенту росіянами і підписанням 1919 договору твердо насадив корені підозри проти Британії і Росії. Багато людей було обізнане про Wilhelm Друга мова в Дамаску в 1898, звертаючись до усіх Мусульман, щоб покладатися на нього як вірний друг. Початком 1930-х, Шах Повторної зони дій або старші економічні зв'язки Пехлеві Повторної зони дій з Нацистською Німеччиною почав хвилювання Союзницьких держав. Германська сучасна держава і економіка надзвичайно вразили Шах, і були сотні німців, залучених в кожен аспект держави від установки фабрик до будівельних доріг, залізниць і мостів.
У 1936, Гітлер кабінет оголошені іранці, які імунні до Нюрнберзьких Законів, оскільки покладається, що вони є «чистими Арійцями». Abdol Hossein Sardari, Іранський молодший дипломат, пробував зберегти багато Перських Євреїв від винищування переконанням багатьох Нацистських посадовців залишити їх у спокої. Sardari був розташований в Парижі під час Нацистської окупації. Його зусилля приводили Нацистів, щоб випустити директиву, що Іранські Євреї мають бути звільнені від носіння жовтої зірки Давида. Говорить, що Sardari видав між 500 і 1,000 Іранських паспортів, без згоди його старших. Покладається, що його дії зберегли 2,000 до 3,000 Jewish живе, оскільки паспорти були випущені для повних сімей.
У 1939, Німеччина забезпечила Іран так званим Німецька Наукова Бібліотека. Бібліотека містила понад 7500 книг вибрав, щоб «переконати Іранських читачів… із спорідненості між Національним Соціалістичним Рейхом і Арійською культурою Ірану». У різних pro-nazi публікаціях, лекціях, розмовах, і церемоніях, паралелі були відтягнуті між Шахом і Гітлером, і похвали були надані харизмі і доброчесності Führerprinzip.
Бо багато десятиліть, Іран і Німеччина культивувало зв'язки, частково, як зустрічний імперські амбіції Британії і Росії (пізніше Радянський Союз). Торгівля з німців апелювала в Іран, тому що вони не мали історії імперіалізму в регіоні, на відміну від британців і росіян.
З 1939 до 1941, іранський вищий іноземний торговий партнер (приблизно 50f його повна торгівля) був Німеччиною, яка допомогла увійти відкриття Ірану сучасних морських і повітряних комунікацій з іншою частиною світу.
Вимагає від Союзників для вигнання Німецьких резидентів в Ірані, здебільшого працівники і дипломати, відмовилося Шахом. Британське повідомлення посольства в 1940, оцінив, що було майже 1,000 Німецьких підданих в Ірані. Згідно з іранською газетою Ettelaat, було фактично 690 Німецьких підданих в Ірані (поза підсумком 4,630 іноземців, у тому числі Британський 2,590). Джин Beaumont оцінює, що «ймовірно не більше ніж 3,000» німці фактично жило в Ірані, але покладається, що вони мають, непропорційні впливають із-за їх працевлаштування в стратегічній урядовій промисловості і іранському транспорті і системі" зв'язків.
Проте, іранці також почали скорочувати їх торгівлю з німцями під Союзницьким вимагає. Шах Повторної зони дій прагнув залишитися нейтральним і не обурити ніякої сторони, яка ставала все більше і більше важкою з британцями і Рада вимагає на Ірані. Багато британець змушує були вже є присутніми в Іраку в результаті Війни Anglo-iraqi раніше в 1941. Отже, Британські солдати були розташовані на західному кордоні Ірану раніше вторгнення.
У 1941 році союзники змусили Реза-шаха зректися престолу на користь свого сина Мохаммеда Реза Пехлеві . Його послідовники, які відмовилися від британської окупації Ірану, такі як Фазлолла Захеді і Мохаммад Хосейн Айром, розділили подібну долю. Британці вважали, що Захеді планував загальне повстання у співпраці з німецькими військами. Його заарештували й знайшли німецьку зброю та листування німецького агента. Він був вивезений з країни та інтернований у Палестині.

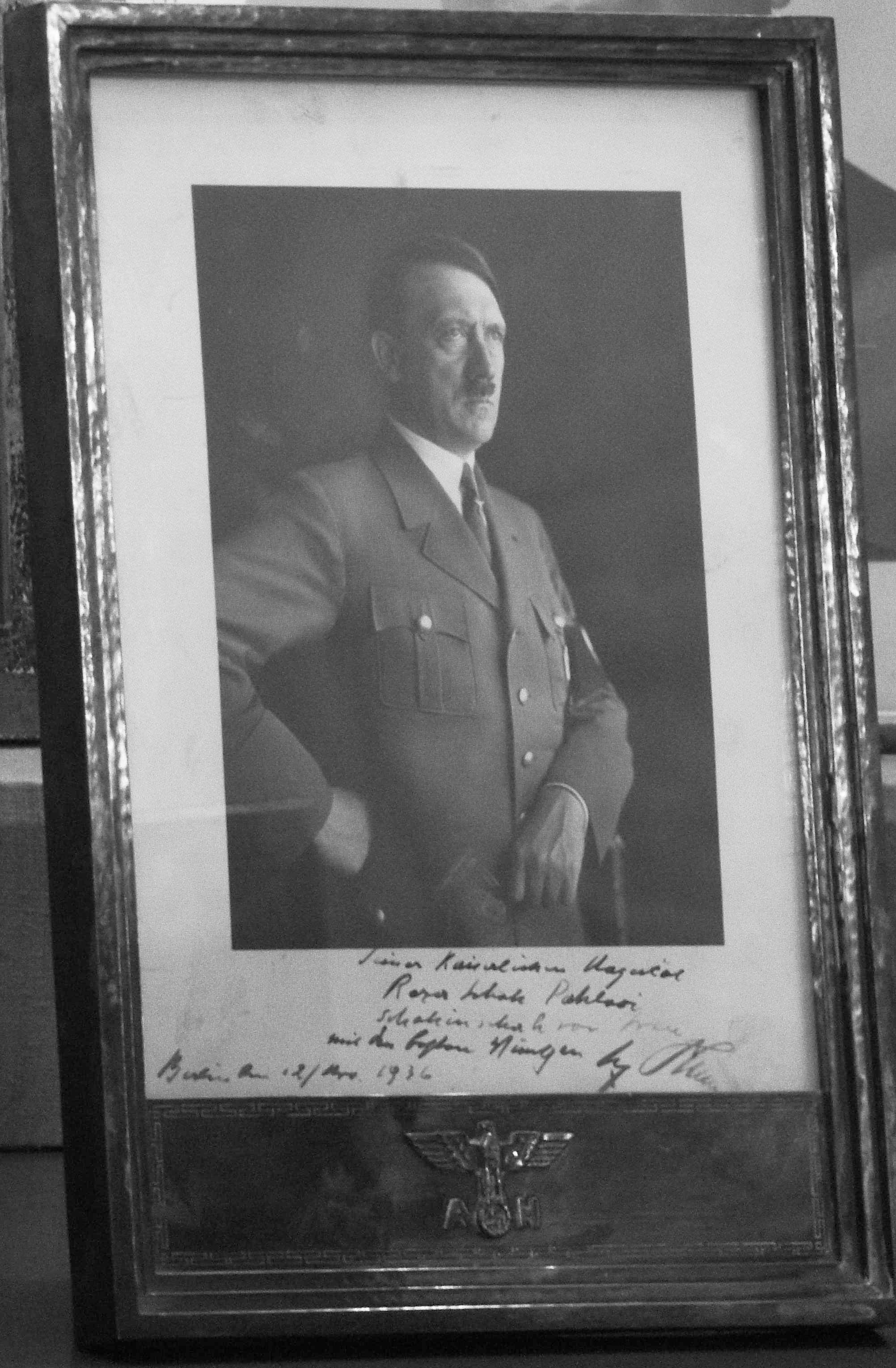
Підписана фотографія Адольфа Гітлера для Рези Шаха Пехлеві в оригінальній рамці зі свастикою та знаком Адольфа Гітлера (AH) — палац Сахебгарані — палацовий комплекс Ніаваран. Текст під фотографією: Його Імператорська Величність — Реза Шах Пехлеві — Шаханшах Ірану — З найкращими побажаннями — Берлін 12 березня 1936 р. — Підпис Адольфа Гітлера

Післявоєнний Іран прийшов під неминучою дипломатичною тінню сполучених штатів, які скоротили можливості подальших стосунків поглиблення між Тегераном і Бонном. У рекламі зв'язується, Західна Німеччина все ще залишалася добре попереду інших Європейських країн, навіть сполучені штати, до 1974.
У 1972 році, після візиту до Тегерана канцлера Західної Німеччини Віллі Брандта, Іран і Західна Німеччина підписали економічну угоду про забезпечення іранського експорту нафти та природного газу до Німеччини, з західнонімецьким експортом та інвестиціями в Іран. Однак, враховуючи величезний профіцит зовнішньої торгівлі в 1974 і 1975 роках, у вересні 1974 року уряд Ірану купив 25 % акцій Krupp Hüttenwerke (нім. металургійні заводи), сталеливарної філії німецького конгломерату Krupp. Це забезпечило багато -необхідне грошове вливання для Krupp, це також дало Ірану доступ до німецького досвіду для розширення своєї сталеливарної промисловості. Іранська атомна електростанція Бушер також була спроектована та частково побудована німецькою Kraftwerk Union of Siemens, тим часом була підписана угода. Разом з угодою 10 листопада також був підписаний лист про наміри, згідно з яким західнонімецька фірма побудує чотири нові атомні електростанції потужністю 1200 мегават в Ірані протягом наступних десяти років. Лист був підписаний Організацією з атомної енергії Ірану та директором Siemens від імені Kraftwerk Union. Чотири нові заводи мали будувати попарно: два в Ісфахані та два в провінції Марказі, ймовірно, поблизу Саве. Орієнтовною датою запуску першого заводу був 1984 рік, а наступні три роки планувалося ввести в експлуатацію ще один завод. Kraftwerk Union вже будувала дві атомні електростанції такого ж розміру поблизу Бушеру в Перській затоці, тоді як французький консорціум на чолі з дочірньою компанією Framatome Creusot-Loire будував дві атомні станції потужністю 900 мегават вздовж річки Карун на південь від Ахваза.
У 1975, Західна Німеччина стала другим постачальником невоєнних товарів в Іран. Цінно в $404 мільйоні, Західний Німецький імпорт дорівнював приблизно до один-п'ятого рахунку елемент повного Іранського імпорту.
Оскільки Західна Німеччина є європейською країною з найбільшою спільнотою іранських емігрантів, у 1970-х роках візити шаха стали центром протестів. У міру посилення репресій в Ірані демонстрації ставали активнішими. Багато іранських інтелектуальних аятол, таких як аятола Бехешті, фактично провели кілька років у таких містах, як Гамбург.

### З часів Іранської революції

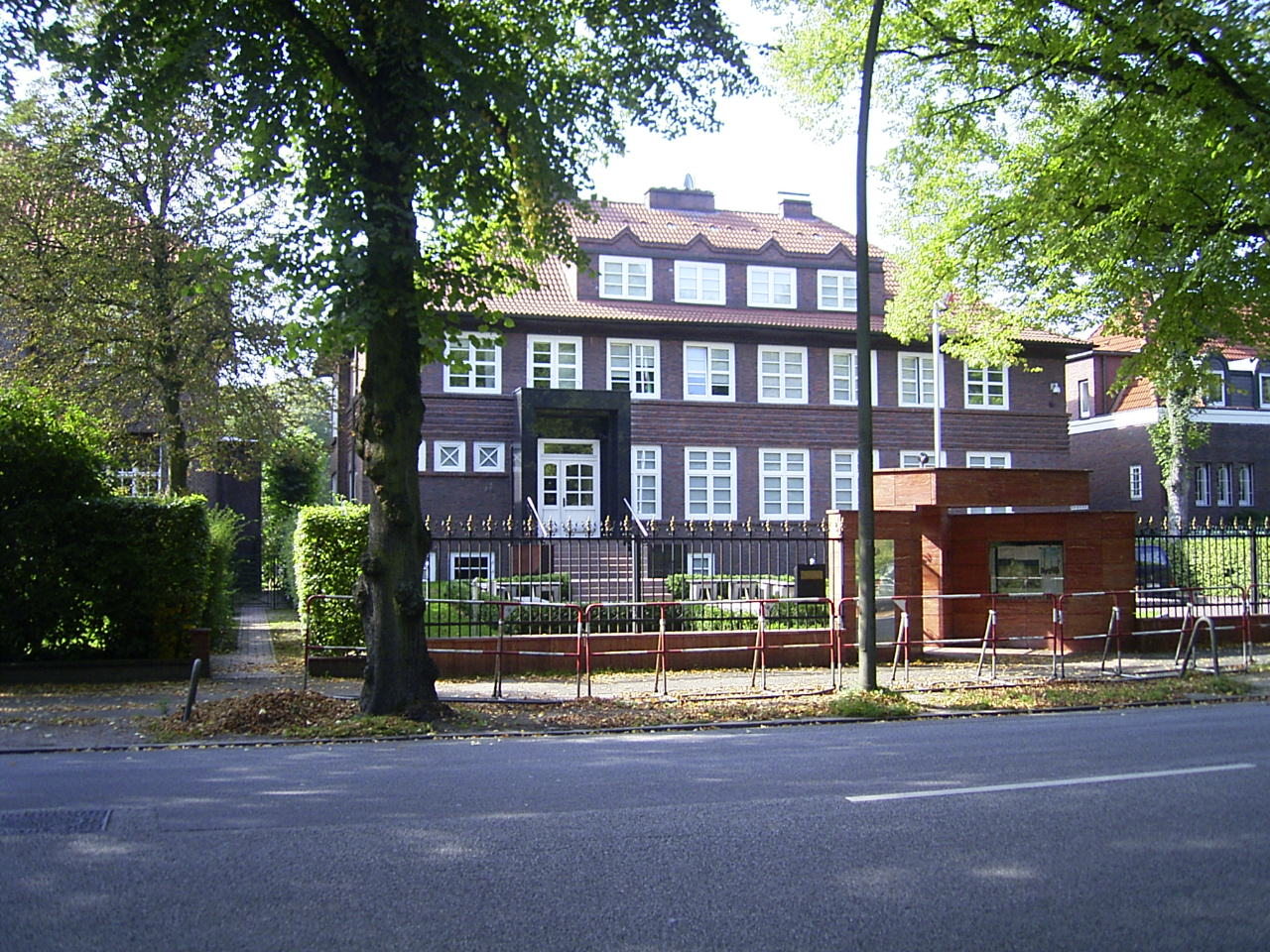
Консульство Ірану в Гамбурзі. Повідомляється, що в Німеччині проживає 100 000 іранців.

Ганс-Дітріх Геншер був першим західним міністром закордонних справ, який відвідав Іран після Ісламської революції 1979 року, відвідавши Іран у 1984 році.
Хоча Західна Німеччина була ключовим постачальником технологій для Саддама Хусейна під час ірано-іракської війни, особливо для програми Саддама з хімічної зброї, Німеччина також підтримувала відкриті відносини з Іраном у деяких промислових і цивільних технологічних секторах.
Після війни Німеччина все більше ставала основним торговим партнером Ірану, у 2004 році до Ірану було імпортовано німецьких товарів на суму близько 3,6 мільярда євро.
1992 Mykonos терористичні акти ресторану і Випробування Mykonos у Берліні серйозно заквасили стосунки. 17 вересня, 1992, Курдське Іранське повстанське керівництво Sadegh Sharafkandi, Fattah Abdoli, Homayoun Ardalan і їх перекладач Nouri Dehkordi були здійснені терористичний акт в Mykonos ресторані грецької мови, у Берліні, Німеччина. У випробуванні Mykonos, суди знайшли Kazem Darabi, Іранський співвітчизник, хто працював бакалійником у Берліні, і Ліванський Отче Rhayel, винен у вбивство і засудив їх до життя у в'язниці. Два інший ліванець, Амін Youssef і Mohamed Atris, були визнані винними в справжніх аксесуарах до вбивства. У нім 10 1997 квітня, що управляє, суд випустив гарантію міжнародного арешту для Іранського al-islam міністра розвідки Hojjat Ali Fallahian після того, як це оголосило, що терористичний акт був замовлений близько його зі знанням Верховного Лідера Ali Khamenei і Ayatollah Президента Rafsanjani.
У листі 2004 року до мера Берліна Клауса Воверайта Махмуд Ахмадінежад, тодішній мер Тегерана, заперечував проти меморіальної дошки перед рестораном і назвав це образою для Ірану.
У 2004 листі до Берлінського Мера Klaus Wowereit, Mahmoud Ahmadinejad, потім мер Тегерана, протестував проти пам'ятної настінної тарілки перед рестораном і називав це зневагою в Іран.
За цим слідує в 2005, коли Німецький рибалка на канікулах в Об'єднаних Арабських Еміратах був заарештований в Перській Затоці і винесений вироку до тюремного речення 18 місяців. У 2009 Німецький адвокат, Андреа Moser, був заарештований впродовж протестів проти 2009 виборів але був звільнений через один тиждень. Також в 2005, безкомпромісний Іранський Президент Mahmoud Ahmadinejad stirred стосунки з коментарями, спрямованими проти Єврейського Знищення. Проте, тегеранська напруга з Німеччиною і більшість з іншої частини Європи полегшила значно останніми роками після виборів більше помірного Hassan Rouhani як президент в 2013.

### 2000-х до 2010-х років

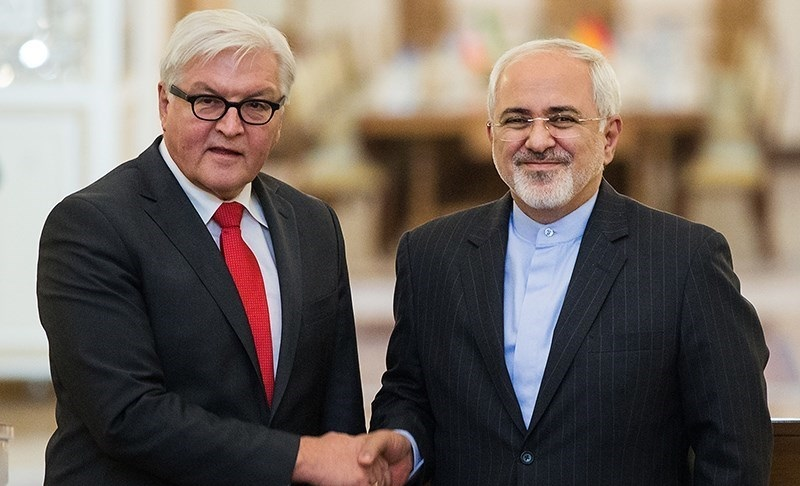
Міністр закордонних справ Німеччини (нині президент) Франк-Вальтер Штайнмаєр зустрічається з міністром закордонних справ Ірану Мохаммадом Джавадом Заріфом у Тегерані

4 лютого 2006 року, у день, коли Рада керуючих Міжнародного агентства з атомної енергії проголосувала за передачу («повідомлення») справи Ірану до Ради Безпеки ООН, канцлер Німеччини Ангела Меркель заявила на щорічній Мюнхенській конференції з політики безпеки, що світ повинен діяти зупинити Іран у розробці ядерної бомби. Оскільки Німеччина була однією з трьох країн Європейського Союзу, які вели переговори з Іраном протягом двох з половиною років, намагаючись переконати Іран припинити свою програму збагачення урану, Меркель сказала, що Іран є загрозою як для Європи, так і для Ізраїлю.
У липні 2015, Німеччина була тільки non-unsc нація, що підписують, разом з п'ятьма Рада Безпеки ООН п'ять постійних членів, Усебічне З'єднання Планують Дії (Jcpoa) з Іраном, договір про Іранську ядерну програму. Наслідування U.S. вилучення від Jcpoa в травні 2018, Німеччина, разом з обома інші державні сторони ЄС, що підписали документ, до Jcpoa (E3), випустила об'єднаний звіт, який повідомив, «Він з жалем і торкаються, що ми, Керівництво Франції, Німеччина і Сполучене Королівство помічає рішення президент козир забрав сполучені штати Америка від усебічний з'єднання планує дія. Разом, ми підкреслюємо своє тривале зобов'язання перед Jcpoa. Цей договір залишається важливим для нашої розділеної безпеки».

## 2020-ті роки
У січні 2020 року Німеччина була серед держав E3, які спільно офіційно поінформували ЄС про те, що вони зареєстрували свої «занепокоєння щодо того, що Іран [не] виконує свої зобов'язання згідно з JCPOA», і таким чином запустили механізм вирішення суперечок згідно з JCPOA, крок, який вони сказали, що «основна мета — зберегти JCPoA». Вважалося, що цей крок був спрямований на те, щоб відштовхнути сторони назад за стіл переговорів.
У вересні 2020 року в рамках першого скоординованого кроку трьох країн Німеччина, Франція та Велика Британія викликали послів Ірану на спільний дипломатичний протест проти затримання в Ірані громадян із подвійним громадянством і поводження з політичними в'язнями. У грудні 2020 року МЗС Ірану викликало послів Франції та Німеччини, які головували в ЄС, щоб висловити протест проти критики Франції та ЄС щодо страти журналіста Рухоллаха Зама.
3 листопада 2022 року, на тлі жорсткого придушення триваючих протестів з боку уряду Ірану, уряд Німеччини закликав громадян Німеччини («передусім», громадян із подвійним громадянством Німеччини та Ірану) покинути Іран через повідомлення про ризики свавільних затримань і тривалих термінів ув'язнення. У листопаді парламент Німеччини ухвалив комплексний пакет заходів проти Ісламської Республіки за результатами засідання щодо поточної ситуації в Ірані, спрямованих на посилення тиску на режим у Тегерані.
У відповідь на те, що в лютому 2023 року Іран засудив до смертної кари громадянина Німеччини Джамшида Шармада, Німеччина викликала тимчасового повіреного у справах Ірану, оголосила персонами нон грата двох співробітників посольства Ірану та наказала їм покинути країну. Анналена Бербок заявила, що Німеччина «не погодиться з цим масовим порушенням прав німецьких громадян». У відповідь Іран оголосив двох німецьких дипломатів персонами нон грата і наказав їм покинути країну, звинувативши Німеччину у втручанні в його судові справи.

## Торгівля
Близько 50 німецьких фірм мають власні філії в Ірані, а понад 12 000 фірм мають своїх торгових представників в Ірані. Кілька відомих німецьких компаній беруть участь у великих іранських інфраструктурних проектах, особливо в нафтохімічному секторі, як-от Linde, BASF, Lurgi, Krupp, Siemens, ZF Friedrichshafen, Mercedes, Volkswagen і MAN (2008).
У 2005 році Німеччина мала найбільшу частку експортного ринку Ірану з 5,67 мільярдами доларів (14,4 %). У 2008 році німецький експорт до Ірану зріс на 8,9 % і становив 84,7 % від загального обсягу німецько-іранської торгівлі.
Загальний обсяг двосторонньої торгівлі до кінця вересня 2008 року становив 3,23 мільярда євро порівняно з 2,98 мільярда євро попереднього року. Вартість торгівлі між Тегераном і Берліном зросла з приблизно 4,3 мільярда євро в 2009 році до майже 4,7 мільярда євро в 2010 році Згідно з німецькими джерелами, близько 80 % машин і обладнання в Ірані мають німецьке походження.
Промислово-торговельна палата Німеччини (DIHK) підрахувала, що економічні санкції проти Ірану можуть втрачати понад 10 000 німецьких робочих місць і мати негативний вплив на економічне зростання Німеччини. Санкції особливо вдарять по німецьких компаніях середнього розміру, які сильно залежать від торгівлі з Іраном.
Відбувся зсув у ділових зв'язках Німеччини з Іраном від довгострокових до короткострокових і від великих до середніх компаній, які мають менше ділових інтересів у США і, отже, менш схильні до американського політичного тиску. Близько 100 німецьких компаній мають філії в Ірані, а понад 1000 підприємств працюють через агентів з продажу, за даними Німецько-іранської промислової та торгової палати.
Після офіційної угоди між Іраном і Заходом під час іранської ядерної угоди економічні відносини Німеччини з Іраном знову почали розвиватися. З 2015 по 2016 рік німецький експорт до Ірану зріс більш ніж на 27 %.
20 жовтня 2018 року Асоціація німецьких банків заявила, що експорт з Німеччини до Ірану з січня скоротився до 1,8 млрд євро.
У 2022 році Німеччина скасувала всі експортні гарантії для компаній, що працюють з Іраном, у відповідь на насильницькі протести в ісламській республіці. Німецькі ділові угоди з Іраном процвітали до 2022 року, оскільки він експортував товарів на 1,2 мільярда євро, в основному автомобільних запчастин і фармацевтичних препаратів. Іран має найбільший автомобільний ринок у регіоні Близького Сходу, і багато світових виробників автомобілів мають намір вийти або знову вийти на ринок Ірану після зняття санкцій.

## Постійні дипломатичні представництва
- Німеччина має посольство в Тегерані.
- Іран має посольство в Берліні та генеральні консульства у Франкфурті, Гамбурзі та Мюнхені.

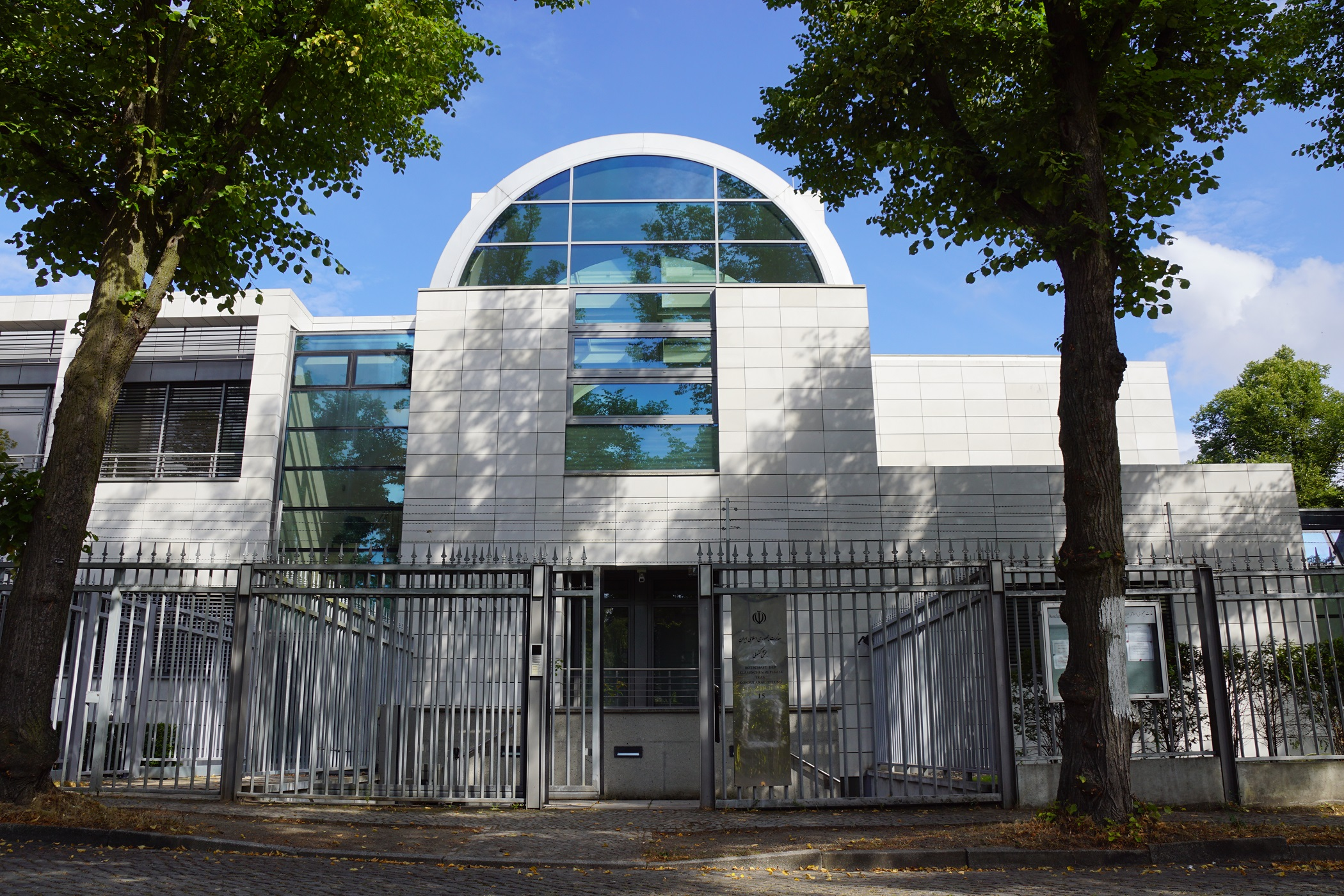
Посольство Ірану в Берліні